# 알리 카얄르
알리 카얄르(튀르키예어: Ali Kayalı, 1965년 1월 29일~)는 튀르키예의 전직 레슬링 선수이다. 1992년 하계 올림픽 남자 자유형 헤비급에서 동메달을 획득했으며 세계 선수권 대회에서 은메달 1개, 유럽 선수권 대회에서 금메달 1개, 동메달을 3개를 획득했다.